# Alexandre e Outros Heróis (telefilme)

Alexandre e Outros Heróis é um telefilme brasileiro produzido pela Rede Globo e exibido no dia 18 de dezembro de 2013. Adaptado a partir de dois contos de Graciliano Ramos, O olho torto de Alexandre e A morte de Alexandre, teve direção e roteiro assinados por Luiz Fernando Carvalho com a colaboração de Luis Alberto de Abreu.
O especial foi uma homenagem pelos 60 anos de morte de Graciliano Ramos e destacou-se pela qualidade estética e pela direção "seca", em analogia à linguagem utilizada pelo escritor alagoano. Concorreu ao prêmio de melhor telefilme no Emmy Internacional 2014.
Marca ainda a volta de Ney Latorraca à TV, depois de um longo período em que ficou internado no hospital por complicações de uma cirurgia na vesícula.

## Enredo
A trama gira em torno dos “causos” do velho Alexandre, um típico mentiroso do sertão, que afirma ter ficado com o olho torto ao cavalgar uma onça, quando menino. A história faz parte do folclore nordestino e, cheia de humor e encantamento, revela um Graciliano pouco conhecido.
Inteligente, Alexandre tem o dom de encantar quem o cerca com histórias cheias de feitos épicos. Os amigos sempre aparecem à noite para escutá-lo. Gaudêncio é o primeiro a chegar, interessado na beata Das Dores, afilhada de Alexandre e Cesária.
É ela, Cesária, a musa de Alexandre, quem afirma e confirma as histórias do marido, quando o cego Firmino  questiona os acontecimentos, certo de que ali há uma boa dose de exagero. Mestre Libório é quem toca o pandeiro e canta uma de suas emboladas para acalmar os ânimos, quando Alexandre se exalta por duvidarem de sua palavra.

## Elenco
| Ator/Atriz       | Personagem     |
| ---------------- | -------------- |
| Ney Latorraca    | Alexandre      |
| Flávio Rocha     | Gaudêncio      |
| Marcélia Cartaxo | Das Dores      |
| Luci Pereira     | Cesária        |
| Flávio Bauraqui  | Firmino        |
| Marcelo Serrado  | Mestre Libório |

## Produção
As gravações duraram duas semanas e foram realizadas em Pão de Açúcar, no sertão de Alagoas, terra natal de Graciliano Ramos. A locação, uma antiga fazenda às margens do Rio São Francisco, foi inteiramente reformada pelo artista plástico Raimundo Rodriguez, que trabalha com o diretor desde Hoje é Dia de Maria, e pelo produtor de arte Marco Cortez.